# No-ball
Een no-ball is een cricketterm voor een niet goed gebowlde bal. Het is niet de enige manier om een slecht gebowlde bal mee aan te duiden, want een slecht gebowlde bal kan ook worden aangeduid met wide. Een wide is slechts in één geval (als de bal niet recht genoeg op wicket afgaat), een no-ball kan door vele fouten worden aangegeven.
Een no-ball wordt aangegeven door de umpire door één arm horizontaal te houden.
Bij een no-ball krijgt de battende partij 1 (of bij bepaalde wedstrijden 2) runs, als straf voor de bowlende partij. De bal telt niet mee voor de 6 ballen van de over.
Verder is het aantal mogelijkheden waarmee de batter uit kan gaan bij een no-ball verminderd, als bal bij een no-ball wordt gevangen, is de batter bijvoorbeeld niet uit. Als de batter snel genoeg doorheeft dat er sprake is van een no-ball, zal hij hierop dus vaak reageren met veel risico nemen, zodat hij meer runs kan maken boven op de extra run die de battende partij al "gratis" krijgt, en de bal die opnieuw moet. Deze overgebowlde bal is een free hit. Hier gelden dezelfde beperkte regels op mogelijkheden om uit te gaan. Deze free hit kan ook weer een wide of no-ball zijn, theoretisch kan dit dus eindeloos doorgaan. In Testcricket zijn er geen free hits, de extra bal is gewoon een normale bal. Als de batter de no-ball niet raakt met het slaghout en wel runs scoort tellen deze als leg byes.

## Situaties waarbij no-ball van toepassing is
- Als de bowler over de lijn stapt welke als uiterste geldt voor de bowler
- Als de bal niet met gestrekte arm wordt gebowld
- Als hij gooit in plaats van bowlt
- Als de bowler met andere arm gaat bowlen zonder de umpire in te lichten
- Als de bowler bij het veranderen van wicket waarop hij bowlt niet de umpire inlicht
- Als de bowler onderarms bowlt (verboden sinds 1982)
- Als de bowler de bal bowlt voordat hij bij het eerste wicket is gekomen
- Als de bal meer dan 2 keer stuitert voordat hij bij de batsman is gekomen
- Als de bal tot stilstand komt voordat hij bij de batsman is gekomen
- Als de bal niet de grond raakt tussen de wickets en de bal de batter bereikt

1. boven het middel bij een fast bowler
2. boven de schouder bij een spinner

- Als de bal minstens 2 keer in een over, over de schouder van de batsman stuitert.
- Als de wicketkeeper aan de batsman of bat komt
- Als de fielder op de pitch komt voordat de bal is gebowld, of als de fielder de batsman of zijn bat aanraakt

Om no-balls, die worden gegeven omdat de bal twee of meer keer stuit te kunnen rangschikken is de Schaal van Marrevee in het leven geroepen. Op deze tienpuntsschaal kan de lengte van een gebowlde bal op een eenduidige manier worden geduid. Uitgangspunt is het gegeven dat een ideale lengte bestaat. De ideale lengte, vanuit een bowlerstandpunt, is een bal waarbij de batsman uitsluitend zijn wicket kan verdedigen, omdat de bal zich niet leent voor aanvallende intenties. Deze bal heeft op de Schaal van Marrevee de uitgangswaarde 0. Hoe dichter de bal bij de voeten van de bowler stuit, in crickettermen: hoe korter de bal, hoe hoger de negatieve waarde. Een bal die op de tenen van de bowler stuit scoort de maximale waarde: -10. Hoe dichter de bal bij de ideale plaats landt, hoe lager de score op de schaal. Een bal die voorbij de ideale plek de grond raakt levert een positieve score op de Schaal van Marrevee op. Een fulltoss, een bal die direct op het bat komt, levert een lage plusscore op de schaal op. Een bal die over het hoofd van de batsman vliegt, een veel te lange bal, scoort +10 op de schaal. De Schaal van Marrevee is vernoemd naar Edwin Marrevee, ooit een bijzonder talentvolle bowler van Excelsior'20 in Schiedam. Tegenwoordig scoort hij vooral goed op zijn eigen schaal en wordt hij als batsman gezien. 